# Kranslegging

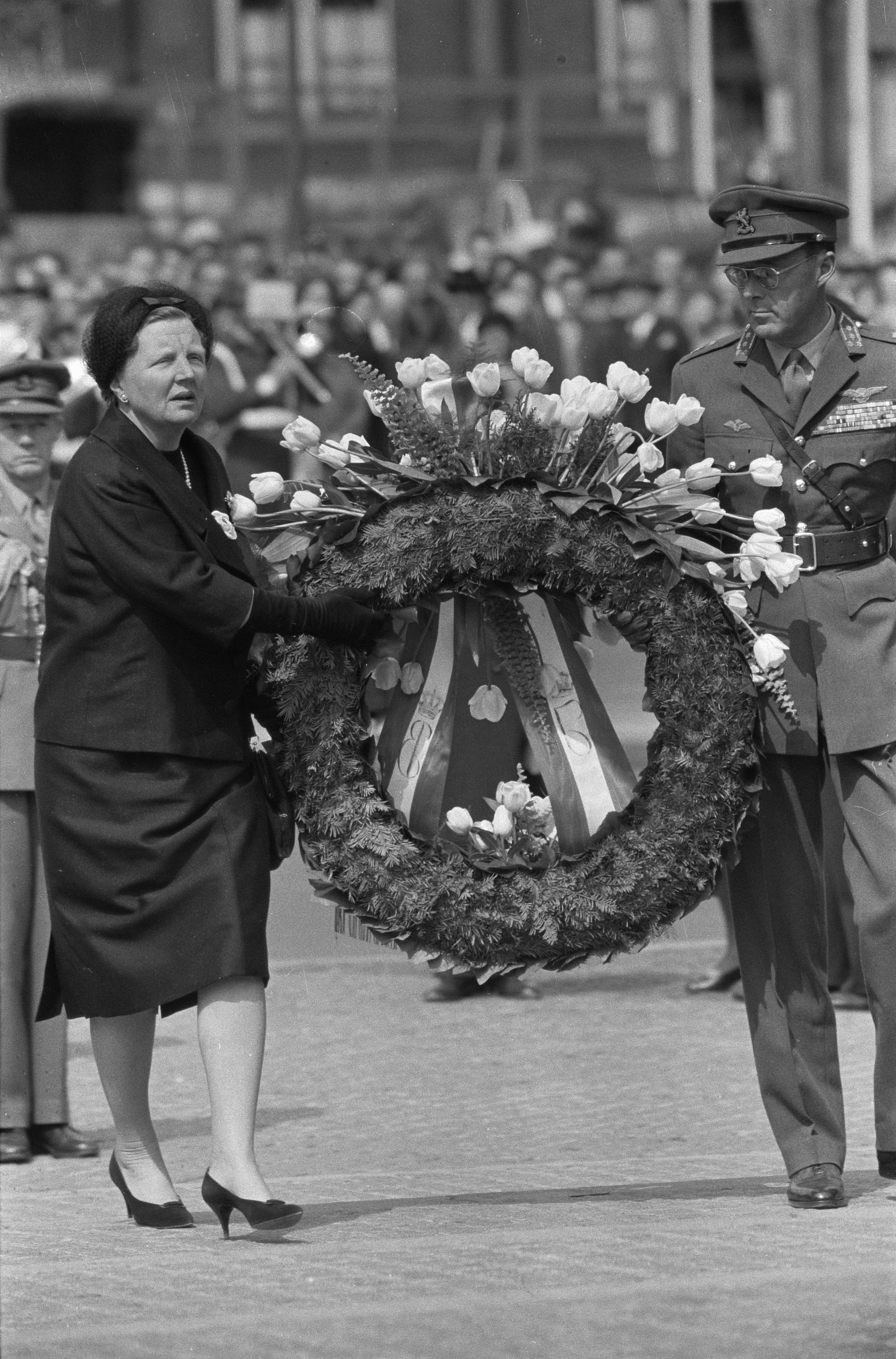
Koningin Juliana en prins Bernhard leggen een krans bij het Nationaal Monument. (4 mei 1960)

Een kranslegging is een plechtige gebeurtenis, waarbij rouwkransen gelegd worden bij een graf of gedenkplaats.
Na het verrichten van de kranslegging, doet de kranslegger een vaak paar passen achteruit en brengt hij een groet. Militairen doen dat door te salueren.
Een bekende kranslegging in Nederland is die tijdens de Nationale Dodenherdenking op 4 mei. Bij staatsbezoeken wordt, naast het inspecteren van een erewacht, uit respect en eerbetoon een krans gelegd bij een monument. In Nederland is dit het Nationaal Monument op de Dam in Amsterdam. In België is dat bij het Graf van de Onbekende Soldaat in Brussel.
De krans blijft enige tijd bij het monument liggen. Meestal zijn er bloemen in de krans verwerkt, die na enkele dagen verwelkt zijn. De krans wordt dan in stilte verwijderd.